# Памятник борцам за Советскую власть в Дагестане
Памятник борцам за Советскую власть в Дагестане — бронзово-гранитный многофигурный монумент, установленный в 1980 году в столице Республики Дагестан Махачкале.
Установлен в Сквере Борцов революции у здания Администрации Махачкалы, к югу от площади Ленина.
Автор памятника скульптор Гейбат Гейбатов, при участии архитекторов Г. А. Захарова и А. Г. Захарова.
Памятник представляет собой скульптурную группу из шести стоящих в полный рост скованных по рукам и ногам фигур революционеров-большевиков — руководителей дагестанского подполья: У. Буйнакский, О. Лещинский, А.-В. Гаджимагомедов, А. Исмаилов, С. Абдулгамидов, А. Алиев (все они были расстреляны по приговору военно-шариатскома суда — Лещинский 19 сентября 1919 года в Порт-Петровской тюрьме, остальные 18 августа 1919 года в районе станции Темиргое).
Считается удачным вариантом строительства памятников монументальной скульптуры советской эпохи.